# Centro cívico de Managua
El Centro Cívico de Managua es un conjunto arquitectónico y urbanístico ubicado en el corazón del Centro Histórico de Managua, Nicaragua. Fue concebido como núcleo de instituciones del Estado y espacio de convivencia cívica, concentrando sedes administrativas, culturales y espacios públicos de gran relevancia simbólica e histórica.

## Historia
La planificación del Centro Cívico inició durante los años 1940 como parte de un proceso de modernización urbana. Inspirado en modelos de planificación cívica latinoamericana, se proyectó como un complejo multifuncional que albergara los poderes del Estado, museos, plazas y zonas verdes.
Entre los edificios destacados se encontraban:
El Palacio de la Cultura
El Banco Nacional de Nicaragua
La Biblioteca Nacional Rubén Darío
El Teatro Nacional Rubén Darío (aunque funcionalmente separado)
La Antigua Catedral de Managua
La Plaza de la República (hoy Plaza de la Revolución)
Este centro fue el núcleo institucional de la ciudad hasta el terremoto de Managua de 1972, que destruyó gran parte de su infraestructura. Posteriormente, muchos edificios fueron abandonados o reubicados, iniciando un proceso de deterioro del área.

## Estado actual y revitalización
Desde la década de 2010, la Alcaldía de Managua ha impulsado la revitalización del Centro Cívico como parte de los esfuerzos de restauración del Centro Histórico de Managua. Algunos edificios, como el Palacio Nacional de la Cultura, han sido restaurados y reabiertos al público

## Importancia histórica
El Centro Cívico de Managua representa una de las expresiones más ambiciosas de planificación urbana del siglo XX en Nicaragua. Su diseño y estructura reflejan una visión de ciudad ordenada y funcional, y aunque afectado por el desastre natural de 1972, sigue siendo un símbolo del pasado institucional y cultural de la capital.